# كركرزار (كبغيان)
كركرزار (بالفارسية: کرکرزار) هي قرية تقع في إيران في قسم كبغيان الريفي. يقدر عدد سكانها بـ 53 نسمة بحسب إحصاء 2016.